# 山形県立新庄高等学校
山形県立新庄高等学校（やまがたけんりつしんじょうこうとうがっこう）
- 山形県立新荘第一高等学校と山形県立新荘第二高等学校が、1950、1951年度に統合されていた期間の校名。1952年度に旧・新荘第一は山形県立新庄北高等学校に、旧・新荘第二は山形県立新庄南高等学校に分離した。